# Bilskirner
I nordisk mytologi er Bilskirner tordenguden Thors bolig. Det ligger i egnen Trudvang og har 540 rum. Boligen er faktisk den største i Asgård – endda større end Valhal, den har bare ikke en gildesal i midten som Valhal har.
Thor bor her sammen med sin kone Sif, sin datter Trud og sin søn Modi.
Når de ikke er hos deres forældre bor også Tjalfe og Røskva her. Ifølge visse versioner siges det endvidere, at Høner bor i de inderste gemakker og aldrig viser sig.